# راي كوت
راي كوت هو لاعب هوكي جليد كندي، ولد في 31 مايو 1961 في Cardston ‏ في كندا.

## وصلات خارجية
- راي كوت على موقع دوري الهوكي الوطني (الإنجليزية)
- راي كوت على موقع قاعة مشاهير الهوكي (لاعب أن.إتش.أل) (الإنجليزية)
- راي كوت على موقع EliteProspects.com (الإنجليزية)
- راي كوت على موقع HockeyDB.com (الإنجليزية)
- راي كوت على موقع Hockey-Reference.com (الإنجليزية)